# Andreas Bukowski
Andreas Bukowski (* 16. Februar 1979 in Freising) ist ein deutscher Kommunalpolitiker der CSU. Seit dem 1. Mai 2020 ist er Bürgermeister der Stadt Haar im Landkreis München. Mit seiner Wahl verlor die SPD den Posten erstmals seit 40 Jahren.

## Werdegang

### Ausbildung
Bukowski kam in der Kreisstadt Freising zur Welt. Mit seinen drei Schwestern wuchs er zunächst im Münchner Stadtbezirk Schwabing-West auf, wo er die Grundschule besuchte. Dann zog die Familie nach Miesbach. Nach dem Abitur an einem Miesbacher Gymnasium und dem Wehrdienst bei der Bundeswehr kehrte er nach München zurück und nahm an der Ludwig-Maximilians-Universität (LMU) ein Studium der Betriebswirtschaft auf. Er wechselte zu den Fächern Deutsche Literatur und Psychologie und wurde 2009 zum Dr. phil. promoviert. In seiner Dissertation beschäftigte er sich mit der Figur des Don Juan. Von 2009 bis 2013 ging er einem Lehrauftrag an der Münchner Universität nach.

### Beruf
Bereits zu Beginn des Studiums begann er für die Zeitschrift Börse Online zu arbeiten, bei der er bis zum Abschluss seiner Doktorarbeit blieb. 2006 gründete er zusammen mit zwei Freunden den iden-Verlag, den sie 2008 verkauften. 2009 begleitete er ein Projekt für den österreichischen Naturkosmetikhersteller Styx. Nach kurzer Zeit als Projektmanager für die Projektgesellschaft Munich Medical Group (MMG) kehrte er Anfang 2010 wieder zu Styx zurück. Dort war er in der Firmenzentrale in Ober-Grafendorf Leiter der Abteilung Marketing & Vertrieb. 2011 bekam er Prokura erteilt und übernahm 2012 zusätzlich die Geschäftsführung der neu gegründeten deutschen Niederlassung in Hohenlinden (Landkreis Ebersberg). 2015 zog er nach Haar. Er legte 2019 die Prokura und die Tätigkeit als Geschäftsführer von Styx Deutschland nieder, um sich ganz seiner kommunalpolitischen Karriere widmen zu können.

### Kommunalpolitik
2016 trat er in den CSU-Ortsverband Haar ein, wurde 2017 zu dessen stellvertretenden Vorsitzenden und im Frühjahr 2019 zum Vorsitzenden gewählt. Im Sommer 2019 gab er seine Kandidatur für das Amt des Bürgermeisters der Gemeinde Haar bekannt. Bei der Wahl im März 2020 setzte er sich in der Stichwahl mit 51,4 % der Stimmen gegen die Amtsinhaberin Gabriele Müller (SPD) durch.